# Acrocercops ramigera
Acrocercops ramigera là một loài bướm đêm thuộc họ Gracillariidae. Nó được tìm thấy ở Brasil.